# Stadtlexikon Karlsruhe
Das Stadtlexikon Karlsruhe ist ein elektronisches Lexikon insbesondere zur Geschichte der Stadt Karlsruhe. Über das Internet werden so in Kurzform „die wichtigsten Informationen zu stadtgeschichtlich bedeutsamen Ereignissen, Institutionen, Orten und Personen“ der Allgemeinheit unentgeltlich zur Verfügung gestellt.
Unter der Redaktion des Stadtarchivs Karlsruhe, namentlich Ernst Otto Bräunche, Manfred Koch und Volker Steck unter Mitarbeit von Angelika Herkert, Ferdinand Leikam, Ariane Rahm und Katja Schmalholz, soll das Stadtlexikon kontinuierlich erweitert und aktualisiert werden. Zahlreiche Autoren haben bisher einzelne Artikel verfasst, die durch blau markierte Querverweise tiefergehende Informationen in anderen Artikeln des Lexikons zur Verfügung stellen.
Änderungen an Inhalten oder Formulierungen des Archivs durch Internet-Nutzer sind zwar nicht unmittelbar möglich. Doch heißt das Karlsruher Stadtarchiv auf einer Unterseite der amtlichen Webseite der Stadt Karlsruhe „Vorschläge zu weiteren Artikeln, Ergänzungen und Korrekturen“ ausdrücklich willkommen.